# Gornje Vranovce
Gornje Vranovce (en serbe cyrillique : Горње Врановце) est un village de Serbie situé dans la municipalité de Lebane, district de Jablanica. Au recensement de 2011, il comptait 149 habitants.

## Démographie
| 1948 | 1953 | 1961 | 1971 | 1981 | 1991 | 2002 | 2011 |
| ---- | ---- | ---- | ---- | ---- | ---- | ---- | ---- |
| 620  | 665  | 597  | 488  | 377  | 274  | 207  | 149  |

|  |